# Мошніца-Веке
Мошніца-Веке (рум. Moșnița Veche) — село у повіті Тіміш в Румунії. Входить до складу комуни Мошніца-Ноуе.
Село розташоване на відстані 400 км на північний захід від Бухареста, 8 км на схід від Тімішоари.

## Населення
За даними перепису населення 2002 року у селі проживали 1370 осіб.
Національний склад населення села:
| Національність | Кількість осіб | Відсоток |
| -------------- | -------------- | -------- |
| румуни         | 1275           | 93,1%    |
| цигани         | 76             | 5,5%     |
| угорці         | 12             | 0,9%     |

Рідною мовою назвали:
| Мова      | Кількість осіб | Відсоток |
| --------- | -------------- | -------- |
| румунська | 1343           | 98,0%    |
| циганська | 11             | 0,8%     |
| угорська  | 10             | 0,7%     |